# Індонезійський футбольний чемпіонат
Індонезійський футбольний чемпіонат (індонез. Kejuaraan Sepak Bola Indonesia) — тимчасовий найвищий футбольний турнір Індонезії, який існував в період дискваліфікації Індонезії з ФІФА, замінивши Суперлігу Індонезії. Пройшов лише одного разу, чемпіоном 2016 року став клуб «Персіпура Джаяпура». З наступного сезону був відновлений повноцінний чемпіонат країни.

## Історія
У 2008-2015 роках розігрувалася Індонезійська Суперліга. Після 2 турів 17 квітня 2015 року розіграш Суперліги був перерваний. Новий розіграш Суперліги мав бути розпочатий в кінці жовтня 2015 року і закінчений в серпні 2016 року. Однак певні труднощі не дозволили почати турнір. Зрештою, в січні 2016 року індонезійські колективи домовилися не використовувати у назві нового турніру абревіатуру ISL.
В кінці лютого в якості дати початку нового турніру було запропоновано та затверджено 15 квітня 2016 року. Вищий футбольний турнір отримав назву чемпіонат Індонезії з футболу (індонез. Kejuaraan Sepak Bola Indonesia). Кількість учасників було збільшено до 18. Його переможцем став клуб «Персіпура Джаяпура». З наступного сезону був відновлений повноцінний чемпіонат країни.

## Учасники
| Клуб                     | Місто        | Провінція            | Стадіон              | Місткість |
| ------------------------ | ------------ | -------------------- | -------------------- | --------- |
| Арема Кронус             | Маланг       | Східна Ява           | Канджурахан          | 42 449    |
| Балі Юнайтед             | Гіаньяр      | Балі                 | Kapten I Wayan Dipta | 25 000    |
| Баріто Путера            | Банджармасин | Південний Калімантан | 17 травня            | 15 000    |
| Бхаянгкара               | Сурабая      | Східна Ява           | Дельта               | 35 000    |
| Мадура Юнайтед           | Памекасан    | Східна Ява           | Гелора Бангкалан     | 15 000    |
| Мітра Кукарі             | Тенгаронг    | Східний Калімантан   | Аджі Імбут           | 35 000    |
| Персегрес Гресік Юнайтед | Гресік       | Східна Ява           | Петрокімія           | 25 000    |
| Персела Ламонган         | Ламонган     | Східна Ява           | Сураяя               | 15 000    |
| Персеру Серуї            | Серуї        | Папуа                | Мароро               | 10 000    |
| Персіб                   | Бандунг      | Західна Ява          | Гелора Бандунг       | 38 000    |
| Персіба                  | Балікпапан   | Східний Калімантан   | Персіба              | 10 000    |
| Персіджа                 | Суракарта    | Центральна Ява       | Манахан              | 25 000    |
| Персіпура                | Джаяпура     | Папуа                | Мандала              | 30 000    |
| PC TNI                   | Богор        | Західна Ява          | Пакансарі            | 30 000    |
| Макассар                 | Макассар     | Південний Сулавесі   | Анді Матталатта      | 15 000    |
| Пусаманія                | Самарінди    | Східний Калімантан   | Сегірі               | 18 000    |
| Семен                    | Паданг       | Західна Суматра      | Хаджі Салім Агус     | 10 000    |
| Срівіджая                | Палембанг    | Південна Суматра     | Гелора Сривіджая     | 36 000    |